# Burg Egelsee
Die Burg Egelsee ist eine abgegangene Burg bei der Gemeinde Westerheim im Alb-Donau-Kreis in Baden-Württemberg. Von der nicht mehr lokalisierbaren 1080 erwähnten Burg, ist nichts mehr erhalten.